# Processo saúde-doença
O processo saúde-doença é uma expressão usada para fazer referência a todas as variáveis que envolvem a saúde e a doença de um indivíduo ou população e considera que ambas estão interligadas e são consequência dos mesmos fatores. De acordo com esse conceito, a determinação do estado de saúde de uma pessoa é um processo complexo que envolve diversos fatores. Diferentemente da teoria da unicausalidade, muito aceita no início do século XX, que considera como fator único de surgimento de doenças um agente etiológico - vírus, bactérias, protozoários -, o conceito de saúde-doença estuda os fatores biológicos, econômicos, sociais e culturais e, com eles, pretende obter possíveis motivações para o surgimento de alguma enfermidade.
O conceito de multicausalidade não exclui a presença de agentes etiológicos numa pessoa como fator de aparecimento de doenças. Ele vai além e leva em consideração o psicológico do paciente, seus conflitos familiares, seus recursos financeiros, nível de instrução, entre outros. Esses fatores, inclusive, não são estáveis; podem variar com o passar dos anos, de uma região para outra, de uma etnia para outra.